# Fußball-Weltmeisterschaft 1994/Kamerun
Dieser Artikel behandelt die kamerunische Fußballnationalmannschaft bei der Fußball-Weltmeisterschaft 1994. Es war die dritte Teilnahme Kameruns an der Endrunde einer Fußball-Weltmeisterschaft.

## Qualifikation

### Erste Runde
| Kamerun   | – | Swasiland | 5:0 |
| Zaire     | – | Kamerun   | 1:2 |
| Swasiland | – | Kamerun   | 0:0 |
| Kamerun   | – | Zaire     | 0:0 |

### Finalrunde
| Kamerun  | – | Guinea   | 3:1 |
| Simbabwe | – | Kamerun  | 1:0 |
| Guinea   | – | Kamerun  | 0:1 |
| Kamerun  | – | Simbabwe | 3:1 |

## Kamerunisches Aufgebot
| Nr.               | Name                | Verein vor WM-Beginn | Geburtstag | Spiele   | Tore     | Gelbe Karte | Rote Karte |
| Torhüter          | Torhüter            | Torhüter             | Torhüter   | Torhüter | Torhüter | Torhüter    | Torhüter   |
| ----------------- | ------------------- | -------------------- | ---------- | -------- | -------- | ----------- | ---------- |
| 1                 | Joseph-Antoine Bell | AS Saint-Étienne     | 08.10.1954 | 2        | 0        | 0           | 0          |
| 21                | Thomas N’Kono       | CE l’Hospitalet      | 20.07.1955 | 0        | 0        | 0           | 0          |
| 22                | Jacques Songo’o     | FC Metz              | 17.03.1964 | 1        | 0        | 1           | 0          |
| Abwehrspieler     |                     |                      |            |          |          |             |            |
| 2                 | André Kana-Biyik    | Le Havre AC          | 01.09.1965 | 1        | 0        | 1           | 0          |
| 3                 | Rigobert Song       | Tonnerre Yaoundé     | 01.07.1976 | 2        | 0        | 0           | 1          |
| 4                 | Samuel Ekemé        | Canon Yaoundé        | 12.07.1966 | 0        | 0        | 0           | 0          |
| 5                 | Victor N’Dip        | Olympic Mvolyé       | 18.08.1967 | 1        | 0        | 0           | 0          |
| 13                | Raymond Kalla       | Canon Yaoundé        | 22.04.1975 | 3        | 0        | 1           | 0          |
| 14                | Stephen Tataw       | Olympic Mvolyé       | 31.03.1963 | 3        | 0        | 1           | 0          |
| 15                | Hans Agbo           | Olympic Mvolyé       | 26.09.1967 | 3        | 0        | 0           | 0          |
| Mittelfeldspieler |                     |                      |            |          |          |             |            |
| 6                 | Thomas Libiih       | Ohod Club            | 17.11.1967 | 3        | 0        | 0           | 0          |
| 8                 | Émile Mbouh         | Qatar SC             | 30.05.1966 | 2        | 0        | 1           | 0          |
| 10                | Louis-Paul M’Fédé   | Canon Yaoundé        | 26.02.1961 | 3        | 0        | 0           | 0          |
| 11                | Emmanuel Maboang    | Rio Ave FC           | 27.11.1968 | 2        | 0        | 0           | 0          |
| 12                | Paul Loga           | Prevoyance Yaoundé   | 14.08.1969 | 0        | 0        | 0           | 0          |
| 17                | Marc-Vivien Foé     | Canon Yaoundé        | 01.05.1975 | 3        | 0        | 0           | 0          |
| 18                | Jean-Pierre Fiala   | Canon Yaoundé        | 22.04.1969 | 0        | 0        | 0           | 0          |
| Stürmer           |                     |                      |            |          |          |             |            |
| 7                 | François Omam-Biyik | RC Lens              | 21.05.1966 | 3        | 1        | 0           | 0          |
| 9                 | Roger Milla         | Tonnerre Yaoundé     | 20.05.1952 | 2        | 1        | 0           | 0          |
| 16                | Alphonse Tchami     | Odense BK            | 14.09.1971 | 1        | 0        | 0           | 0          |
| 19                | David Embé          | Belenenses Lissabon  | 13.11.1973 | 3        | 1        | 0           | 0          |
| 20                | Georges Mouyémé     | ES Troyes AC         | 15.04.1971 | 1        | 0        | 0           | 0          |
| Trainer           |                     |                      |            |          |          |             |            |
|                   | Henri Michel        |                      | 28.10.1947 |          |          |             |            |

## Spiele der kamerunischen Mannschaft

### Vorrunde
Kamerun –  Schweden 2:2 (1:1)
Stadion: Rose Bowl (Pasadena)
Zuschauer: 81.061
Schiedsrichter: Tejada (Peru)
Tore: 0:1 Ljung (8.), 1:1 Embé (31.), 2:1 Omam-Biyik (47.), 2:2 Dahlin (75.)
 Brasilien –  Kamerun 3:0 (1:0)
Stadion: Stanford Stadium (Palo Alto)
Zuschauer: 83.401
Schiedsrichter: Brizio Carter (Mexiko)
Tore: 1:0 Romário (39.), 2:0 Márcio Santos (66.), 3:0 Bebeto (73.)
 Russland –  Kamerun 6:1 (3:0)
Stadion: Stanford Stadium (Palo Alto)
Zuschauer: 74.914
Schiedsrichter: al-Sharif (Syrien)
Tore: 1:0 Salenko (15.), 2:0 Salenko (41.), 3:0 Salenko (44.) 11 m, 3:1 Milla (46.), 4:1 Salenko (72.), 5:1 Salenko (75.), 6:1 Radtschenko (81.)
In der Gruppe B wurde der bis dahin dreifache Weltmeister Brasilien seiner Favoritenrolle gerecht; insbesondere das Sturmduo Romário und Bebeto überzeugte. Gegen Russland und Kamerun gewann das Team von Carlos Alberto Parreira, im letzten Gruppenspiel schafften die defensiv ausgerichteten Schweden gegen die Brasilianer ein Unentschieden. Schweden, das eher mäßig ins Turnier startete, zog als zweite Mannschaft in das Achtelfinale ein. Russland konnte nur im letzten Gruppenspiel überzeugen. Dabei traf Oleg Salenko als erster und bis dahin einziger Spieler der WM-Geschichte fünfmal in einem Spiel das Tor. Für die Russen endete die erste WM nach dem Zerfall der Sowjetunion bereits nach der Vorrunde. Kamerun konnte nicht an die Leistungen der WM von 1990 anknüpfen. Altstar Roger Milla sorgte aber für einen Rekord im für den Rest des Turniers letztlich unbedeutenden Spiel zwischen Kamerun und Russland. Mit seinen 42 Jahren erzielte er sich als bis dahin ältester Spieler der WM-Geschichte ein Tor.